# Liga de Campeones Femenina de la CAF 2023
La Liga de Campeones Femenina de la CAF 2023 fue la tercera edición del torneo anual de clubes de fútbol de asociaciones femeninas africanas organizado por la CAF y que se celebró en Costa de Marfil del 5 al 19 de noviembre de 2023. Los ganadores de esta edición se clasificarán automáticamente para la fase de grupos de la siguiente edición del torneo.
El sorteo de clasificación se llevó a cabo el 5 de julio de 2023 en la Academia de Fútbol Mohammed VI en Rabat, Marruecos.

## Participantes
La clasificación para esta edición, al igual que en ediciones anteriores del torneo, consistió en seis torneos clasificatorios de subconfederaciones celebrados entre agosto y septiembre de 2023, y cada confederación tuvo un representante. Como campeón defensor, AS FAR se clasificó automáticamente para la fase de grupos.

## Sorteo
El sorteo de la fase de grupos y las rondas finales se celebró el 9 de octubre de 2023 a las 16:00 GMT (12:00 hora local , UTC+1), en Abiyán, Costa de Marfil.  Los ocho equipos clasificados fueron sorteados en dos grupos de cuatro equipos, con el anfitrión Athlético Abidjan asignado a la posición A1.

## Fase de grupos
Los horarios de inicio de la fase de grupos están en hora de África Occidental WAT (UTC+1).

### Grupo A
| Equipo                       | Pts | PJ | PG | PE | PP | GF | GC | Dif | Situación             |
| ---------------------------- | --- | -- | -- | -- | -- | -- | -- | --- | --------------------- |
| Mamelodi Sundowns            | 9   | 3  | 3  | 0  | 0  | 6  | 0  | +6  | Avanzan a semifinales |
| SC Casablanca                | 4   | 3  | 1  | 1  | 1  | 5  | 3  | +2  | Avanzan a semifinales |
| JKT Queens                   | 3   | 3  | 1  | 0  | 2  | 3  | 7  | -4  |                       |
| Athlético F.C. d’Abidjan (H) | 1   | 3  | 0  | 1  | 2  | 2  | 6  | -4  |                       |

| 5 de noviembre de 2023 | Athlético F.C. d’Abidjan | 1:1     | SC Casablanca | Estadio Amadou Gon Coulibaly, Korhogo |                               |
| 17:00                  | - Agbo 37'               | Reporte | - Koffi 81'   | Árbitro(s): Salima Mukansanga         | Árbitro(s): Salima Mukansanga |

| 5 de noviembre de 2023 | JKT Queens | 0:2     | Mamelodi Sundowns              | Estadio Amadou Gon Coulibaly, Korhogo |                                     |
| 20:00                  |            | Reporte | - Ramalepe 41' - Tholakele 75' | Árbitro(s): Shahenda Ali ElMaghrabi   | Árbitro(s): Shahenda Ali ElMaghrabi |

| 8 de noviembre de 2023 | Athlético F.C. d’Abidjan | 1:2     | JKT Queens | Estadio Amadou Gon Coulibaly, Korhogo |                                  |
| 17:00                  |                          | Reporte |            | Árbitro(s): Antsino Twanyanyukwa      | Árbitro(s): Antsino Twanyanyukwa |

| 8 de noviembre de 2023 | Mamelodi Sundowns | 1:0     | SC Casablanca | Estadio Amadou Gon Coulibaly, Korhogo |                               |
| 20:00                  |                   | Reporte |               | Árbitro(s): Vincentia Amedome         | Árbitro(s): Vincentia Amedome |

| 11 de noviembre de 2023 | Mamelodi Sundowns | 3:0     | Athlético F.C. d’Abidjan | Estadio Amadou Gon Coulibaly, Korhogo |                             |
| 20:00                   |                   | Reporte |                          | Árbitro(s): Suavis Iratunga           | Árbitro(s): Suavis Iratunga |

| 11 de noviembre de 2023 | SC Casablanca | 4:1     | JKT Queens | Estadio Laurent Pokou, San-Pédro |                               |
| 20:00                   |               | Reporte |            | Árbitro(s): Salima Mukansanga    | Árbitro(s): Salima Mukansanga |

### Grupo B
| Equipo       | Pts | PJ | PG | PE | PP | GF | GC | Dif | Situación             |
| ------------ | --- | -- | -- | -- | -- | -- | -- | --- | --------------------- |
| Ampem Darkoa | 6   | 3  | 2  | 0  | 1  | 5  | 5  | 0   | Avanzan a semifinales |
| AS FAR       | 6   | 3  | 2  | 0  | 1  | 4  | 2  | +2  | Avanzan a semifinales |
| AS Mandé     | 4   | 3  | 1  | 1  | 1  | 4  | 3  | +1  |                       |
| Huracanes    | 1   | 3  | 0  | 1  | 2  | 2  | 5  | -3  |                       |

| 10 de noviembre de 2023 | AS FAR | 1:2     | Ampem Darkoa | Estadio Laurent Pokou, San-Pédro |                             |
| 17:00                   |        | Reporte |              | Árbitro(s): Suavis Iratunga      | Árbitro(s): Suavis Iratunga |

| 10 de noviembre de 2023 | Huracanes | 1:1     | AS Mandé | Estadio Laurent Pokou, San-Pédro |                         |
| 20:00                   |           | Reporte |          | Árbitro(s): Ghada Mehat          | Árbitro(s): Ghada Mehat |

| 13 de noviembre de 2023 | AS FAR | 1:0     | Huracanes | Estadio Laurent Pokou, San-Pédro |                              |
| 17:00                   |        | Reporte |           | Árbitro(s): Shamirah Nabadda     | Árbitro(s): Shamirah Nabadda |

| 13 de noviembre de 2023 | AS Mandé | 3:0     | Ampem Darkoa | Estadio Laurent Pokou, San-Pédro |                             |
| 20:00                   |          | Reporte |              | Árbitro(s): Dorsaf Ganouati      | Árbitro(s): Dorsaf Ganouati |

| 16 de noviembre de 2023 | AS Mandé | 0:2     | AS FAR | Estadio Laurent Pokou, San-Pédro |                                  |
| 20:00                   |          | Reporte |        | Árbitro(s): Antsino Twanyanyukwa | Árbitro(s): Antsino Twanyanyukwa |

| 16 de noviembre de 2023 | Ampem Darkoa | 3:1     | Huracanes | Estadio Amadou Gon Coulibaly, Korhogo |                                     |
| 20:00                   |              | Reporte |           | Árbitro(s): Shahenda Ali ElMaghrabi   | Árbitro(s): Shahenda Ali ElMaghrabi |

## Fase final

### Cuadro
|  | Semifinales                                            | Semifinales                                       |   |                                                        | Final                                                  | Final |  |
|  |                                                        |                                                   |   |                                                        |                                                        |       |  |
|  |                                                        |                                                   |   |                                                        |                                                        |       |  |
|  | 15 de noviembre, Estadio Amadou Gon Coulibaly, Korhogo |                                                   |   |                                                        |                                                        |       |  |
|  | Mamelodi Sundowns                                      | 1                                                 |   |                                                        |                                                        |       |  |
|  | AS FAR                                                 | 0                                                 |   |                                                        |                                                        |       |  |
|  |                                                        |                                                   |   |                                                        |                                                        |       |  |
|  |                                                        |                                                   |   |                                                        | 18 de noviembre, Estadio Amadou Gon Coulibaly, Korhogo |       |  |
|  |                                                        |                                                   |   |                                                        | Mamelodi Sundowns                                      | 3     |  |
|  |                                                        | SC Casablanca                                     | 0 |                                                        |                                                        |       |  |
|  |                                                        |                                                   |   |                                                        |                                                        |       |  |
|  |                                                        |                                                   |   |                                                        |                                                        |       |  |
|  |                                                        |                                                   |   |                                                        | Tercer lugar                                           |       |  |
|  | 15 de noviembre, Estadio Laurent Pokou, San-Pédro      | 15 de noviembre, Estadio Laurent Pokou, San-Pédro |   | 19 de noviembre, Estadio Amadou Gon Coulibaly, Korhogo | 19 de noviembre, Estadio Amadou Gon Coulibaly, Korhogo |       |  |
|  | Ampem Darkoa                                           | 2 (2)                                             |   | AS FAR                                                 | 2                                                      |       |  |
|  | SC Casablanca                                          | 2 (3)                                             |   |                                                        | Ampem Darkoa                                           | 0     |  |

### Semifinales
| 15 de noviembre de 2023 | Mamelodi Sundowns | 1:0     | AS FAR | Estadio Amadou Gon Coulibaly, Korhogo |                              |
| 17:00                   | - Rabale 72'      | Reporte |        | Árbitro(s): Shamirah Nabadda          | Árbitro(s): Shamirah Nabadda |

| 15 de noviembre de 2023 | AS Mandé                                     | 2:2 (t. s.)(2:3 p.)        | SC Casablanca                                   | Estadio Laurent Pokou, San-Pédro |                               |
| 20:00                   |                                              | Reporte                    |                                                 | Árbitro(s): Vincentia Amedome    | Árbitro(s): Vincentia Amedome |
|                         |                                              | Tiros desde el punto penal |                                                 |                                  |                               |
|                         | - Yeboah - Amoh - Abesik - Amoako - Amponsah |                            | - Bouziani - Diarra - Miftah - Mourtaji - Hajri |                                  |                               |

### Tercer puesto
| 18 de noviembre de 2023 | AS FAR                      | 2:0     | Mamelodi Sundowns | Estadio Amadou Gon Coulibaly, Korhogo |                                  |
| 20:00                   | - Nyame 33' - Chebbak 45+2' | Reporte |                   | Árbitro(s): Antsino Twanyanyukwa      | Árbitro(s): Antsino Twanyanyukwa |

### Final
| 19 de noviembre de 2023 | Mamelodi Sundowns                       | 3:0     | SC Casablanca | Estadio Amadou Gon Coulibaly, Korhogo |                             |
| 17:00                   | - Tholakele 21' (pen), 79' - Rabale 24' | Reporte |               | Árbitro(s): Suavis Iratunga           | Árbitro(s): Suavis Iratunga |